# Andy Auld
Andrew "Andy" Auld (Stevenston, Escócia, 26 de janeiro de 1900 - 6 de dezembro de 1977) foi um futebolista norte-americano de origem escocesa. Ele competiu na Copa do Mundo de 1930, sediada no Uruguai, na qual a seleção de seu país terminou na terceira colocação dentre os treze participantes.